# Sedat Debreli
Sedat Debreli (* 1. Januar 1983 in Istanbul) ist ein türkischer ehemaliger Fußballspieler.

## Karriere

### Vereinskarriere
Sedat Debreli spielte in der Jugend von Galatasaray Istanbul und wurde dort im Jahr 2002 zum Profispieler. In seiner ersten Saison kam er zu zwei Einsätzen. Sein Debüt gab Debreli am 17. Mai 2003 gegen MKE Ankaragücü, er wurde in der 86. Spielminute für Ümit Karan eingewechselt. Im Sommer 2003 folgte die Trennung mit Galatasaray. Debreli wechselte zum Aufsteiger Çaykur Rizespor. Nach einigen Monaten verließ der Stürmer Rizespor und ging in die vierte türkische Liga zu Beylerbeyi SK, auch hier blieb Debreli eine halbe Spielzeit und wurde vom Drittligisten Mersin İdman Yurdu verpflichtet. Er absolvierte 26 Spiele und erzielte zehn Tore.
Es folgten Wechsel zu İstanbulspor und Sakaryaspor. Mit Sakaryaspor stieg er in der Saison 2006/07 in die 2. Liga ab. Seit der Saison 2015/16 stand Debreli bei Kırklarelispor unter Vertrag. Bei seinen drei letzten Stationen ab 2017 konnte Debreli sich nicht mehr durchsetzen.

### Nationalmannschaft
Von 1998 bis 2003 spielte Sedat Debreli für die türkische U-15, U-16, U-17, U-19 und U-20.